# ダニエル・カールソン
ダニエル・ビルヘルム・カールソン（Daniel Vilhelm Carlson, 1995年1月23日 - ）は、アメリカ合衆国コロラド州コロラドスプリングス出身のプロアメリカンフットボール選手。NFLのラスベガス・レイダースに所属している。ポジションはプレースキッカー。

## 経歴

### カレッジ
オーバーン大学で4年間プレーし、エクストラポイントのキックを一度も失敗しなかった。通算でSEC記録となる480得点を記録し、3年連続でオールSECファーストチームに選出された。

### ミネソタ・バイキングス
| 6 ft 5+1⁄4 in (196 cm)      | 213 lb (97 kg) | 32 in (81 cm) | 9+3⁄4 in (25 cm) |
| All values from NFL Combine |                |               |                  |

2018年のNFLドラフトにて全体167位でミネソタ・バイキングスから指名され、その後ルーキー契約を結んだ。
2018年シーズン、サンフランシスコ・49ersとの開幕戦でNFLデビューし、3本のエクストラポイントを成功させた。しかし、翌週のグリーンベイ・パッカーズ戦で3本のフィールドゴールを失敗し、試合後に解雇された。

### オークランド / ラスベガス・レイダース
2018年10月23日にオークランド・レイダースと契約した。第11週のアリゾナ・カージナルス戦では決勝点となる35ヤードのフィールドゴールを成功させ、AFCの週間最優秀スペシャルチーム選手に選出された。このシーズン、移籍後のフィールドゴール成功確率は94％を記録し、チーム記録を更新した。

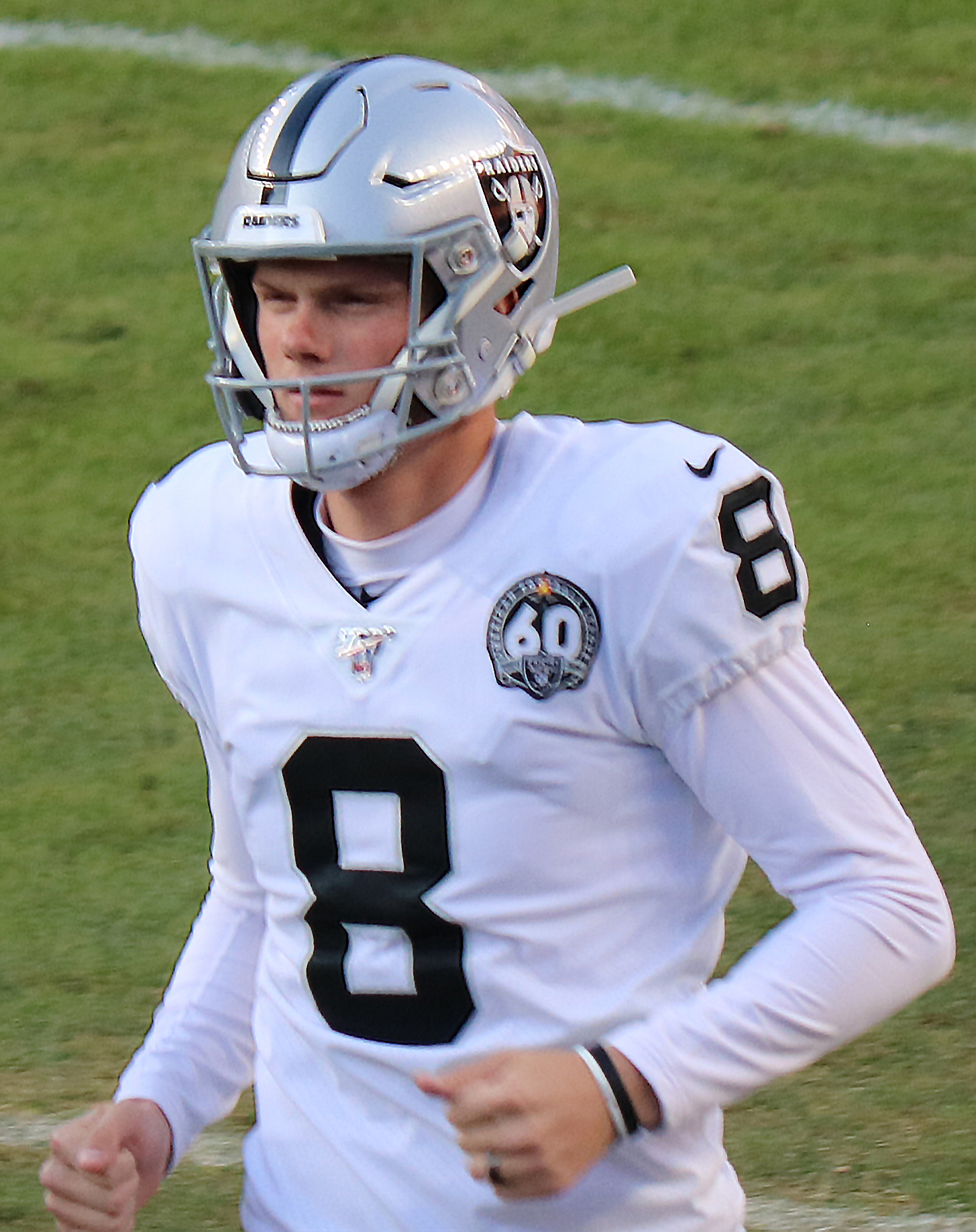
オークランド・レイダースでのカールソン
(2019年)

2020年4月16日にレイダースと再契約した。2020年シーズン、カロライナ・パンサーズとの開幕戦で自己最長となる54ヤードのフィールドゴールを成功させ、AFCの週間最優秀スペシャルチーム選手に選出された。
2021年3月17日に制限付きFAとなり、レイダースと再契約した。2021年シーズン、第2週のピッツバーグ・スティーラーズ戦で4本のフィールドゴールと2本のエクストラポイントを全て成功させ、AFCの週間最優秀スペシャルチーム選手に選出された。第12週のダラス・カウボーイズ戦で自己最長を更新する56ヤードのフィールドゴールを成功させ、再びAFCの週間最優秀スペシャルチーム選手に選出された。2021年12月9日にレイダースと4年総額1,840万ドルの契約延長に合意した。このシーズンはNFL最多となる150得点を記録し、オールプロセカンドチームに選出された。
2022年シーズンはフィールドゴール成功確率91.7％、エクストラポイント成功確率97.2％を記録し、オールプロファーストチームに選出された。

## 詳細情報

### 年度別成績
| 呼称説明 | 呼称説明     |
| -------- | ------------ |
|          | リーグ最高   |
| 太字     | キャリアハイ |

#### レギュラーシーズン
| シーズン | チーム | 試合 | フィールドゴール | フィールドゴール | フィールドゴール | フィールドゴール | エクストラポイント | エクストラポイント | エクストラポイント | 得点 |
| シーズン | チーム | 試合 | FGA              | FGM              | Lng              | Pct              | XPA                | XPM                | Pct                | 得点 |
| -------- | ------ | ---- | ---------------- | ---------------- | ---------------- | ---------------- | ------------------ | ------------------ | ------------------ | ---- |
| 2018     | MIN    | 2    | 4                | 1                | 48               | 25.0             | 6                  | 6                  | 100.0              | 9    |
| 2018     | OAK    | 10   | 17               | 16               | 50               | 94.1             | 18                 | 18                 | 100.0              | 66   |
| 2019     | OAK    | 16   | 26               | 19               | 48               | 73.1             | 36                 | 34                 | 94.4               | 91   |
| 2020     | LV     | 16   | 35               | 33               | 54               | 94.3             | 47                 | 45                 | 95.7               | 144  |
| 2021     | LV     | 17   | 43               | 40               | 56               | 93.0             | 33                 | 30                 | 90.9               | 150  |
| 2022     | LV     | 17   | 37               | 34               | 57               | 91.9             | 36                 | 35                 | 97.2               | 137  |
| 2023     | LV     | 17   | 30               | 26               | 54               | 86.7             | 32                 | 32                 | 100.0              | 110  |
| 2024     | LV     | 17   | 40               | 34               | 54               | 85.0             | 25                 | 23                 | 92.0               | 125  |
| 通算     | 通算   | 112  | 232              | 203              | 57               | 87.5             | 233                | 223                | 95.7               | 832  |

#### ポストシーズン
| シーズン | チーム | 試合 | フィールドゴール | フィールドゴール | フィールドゴール | フィールドゴール | エクストラポイント | エクストラポイント | エクストラポイント | 得点 |
| シーズン | チーム | 試合 | FGA              | FGM              | Lng              | Pct              | XPA                | XPM                | Pct                | 得点 |
| -------- | ------ | ---- | ---------------- | ---------------- | ---------------- | ---------------- | ------------------ | ------------------ | ------------------ | ---- |
| 2021     | LV     | 1    | 4                | 4                | 47               | 100.0            | 1                  | 1                  | 100.0              | 13   |
| 通算     | 通算   | 1    | 4                | 4                | 47               | 100.0            | 1                  | 1                  | 100.0              | 13   |